# 銀柳相思
银柳相思是豆科相思树属植物，原产澳大利亚东部。其种加词意思是与柳树有关的，指本种枝叶下垂似垂柳。